# Place Bell
Pour les articles homonymes, voir Bell.
La Place Bell est une salle omnisports située au sein de la Cité de la culture et du sport à Laval, au Québec. Elle a ouvert ses portes en automne 2017. Sa capacité étant de 10 300 places assises, il s'agit du troisième plus grand aréna au Québec après le Centre Vidéotron de Québec et le Centre Bell de Montréal. L'aréna est surnommé le « Petit Centre Bell » en référence au nom du domicile du Canadien de Montréal et du lien étroit avec l'équipe montréalaise de la Ligue nationale de hockey.

## Histoire

### Projet
Le projet est sous la gouverne de la Cité de la culture et du sport de Laval qui est un organisme à but non lucratif créé le 18 août 2009 afin de réaliser notamment les objets suivants :
- construire, établir et posséder à Laval un Complexe multifonctionnel culturel et sportif;
- doter la région de Laval d’infrastructures multifonctionnelles modernes et adéquates, notamment pour la présentation d’événements artistiques, culturels et sportifs d’envergure;
- promouvoir la venue d’événements artistiques et sportifs à Laval;
- promouvoir la pratique des sports de glace auprès de la population lavalloise; et
- fournir des services de toute nature et réaliser toute autre action jugée nécessaire pour favoriser la réalisation des objets susmentionnés.

C’est dans ce contexte que la Ville de Laval a confié à la Cité, en conformité avec les dispositions de l’article 7.1 de la Loi sur les compétences municipales , le mandat de construire ou de faire construire un complexe multifonctionnel culturel et sportif à Laval, ainsi que développer celui-ci, en partenariat avec le secteur privé pour la gestion, l’entretien et l’exploitation avec une mission spécifique : le développement et la poursuite d’événements d’envergure majeure.

### Problèmes et controverses
Le projet rencontre plusieurs problèmes et ne fait pas l'unanimité dans la Ville. Promis lors de la campagne électorale de 2009 par le maire de l'époque Gilles Vaillancourt pour une somme de 98 million de dollars, les coûts sont réévaluées à 120 million de dollars lors de l'annonce de la signature de l'entente avec Evenko. De plus, le gouvernement fédéral canadien s'est officiellement retiré du projet, forçant la ville à assumer une beaucoup plus grande partie des coûts. La gestion du projet et des deux glaces secondaires seront sous la supervision de l'organisme sans but lucratif Cité de la culture et du sport. La délégation du projet à cet organisme rend la gestion indépendante des élus, ce qui a soulevé l'ire du parti d'opposition, le Mouvement lavallois. Il est également à noter que ce projet va à l'encontre des demandes et recommandations des associations sportives de Laval[réf. nécessaire].
À nouveau, en juillet 2012, la révélation que les terrains prévus pour accueillir le complexe sportif sont contaminés et instables pourrait faire grimper la facture pour l'amphithéâtre à près de 150 million de dollars. En plus de la comparaison avec le coût des autres amphithéâtres, ces dépenses seraient rendues nécessaires parce que les matériaux utilisés pour renflouer le site de la carrière, où la construction du complexe est planifiée, n'ont pas été compactés et que certains de ceux-ci pourraient être contaminés. Le projet a débuté le 24 novembre 2014.

### Construction
Après plusieurs années de planifications, un appel d’offres fut lancé par la Cité de la culture et du sport de Laval en février 2013, avec le support de la Société Québécoise des infrastructures. Au terme de ce processus de sélection, l’Entrepreneur Pomerleau est sélectionné pour la réalisation et un contrat de conception-construction est signé en septembre 2014. Ce contrat clé en main, signé entre la Cité de la culture et du sport de Laval et Pomerleau, respecte l’enveloppe budgétaire de 200 millions de dollars du projet.
L'amphithéâtre devrait être inauguré à l'automne 2017.

### Clubs résidents
Le 11 juillet 2016, les Canadiens de Montréal ont annoncé qu'ils relocalisaient leur club école de la Ligue américaine de hockey, alors les IceCaps de Saint-Jean, à la Place Bell en 2017. Le 8 septembre 2016, les Canadiens ont annoncé que le club serait nommé le Rocket de Laval.
Le club joue sa première partie officielle le 6 octobre 2017 à Laval dans une victoire de 3 à 0 contre les Senators de Belleville. Le premier but de leur histoire est marqué par Daniel Audette.
Le 20 septembre 2018, Les Canadiennes de Montréal de la Ligue canadienne de hockey féminin ont annoncé que la Place Bell deviendrait leur nouveau domicile pour la saison 2018-2019. Elles joueront aussi bien sur la glace principale que sur la glace d'entraînement. L'amphithéâtre servira aussi aux entraînements. L'équipe aura un vestiaire et un accès aux installations de la Place Bell. Le club joue son match d'ouverture de la saison 2018-2019 sur la glace principale le 13 octobre 2018.

## Installations
La Place Bell comprend  :
- trois (3) glaces dont :
  - une glace principale, de dimension de la LNH, offrant une capacité de dix mille (10 000) places assises et quarante-six (46) loges corporatives permettant tant à une équipe de hockey ou de sport en salle d’évoluer qu’à des concerts ou à des événements artistiques ou autres d’être présentés ;
  - une glace d’entraînement comportant une capacité minimum de cinq cents (500) places assises permettant entre autres la pratique du hockey ;
  - une glace de dimension olympique comportant une capacité d’un minimum de deux mille cinq cents (2 500) places assises permettant plus particulièrement, la pratique et la compétition d’activités de patinage de vitesse courte piste et de patinage artistique ;
- les équipements scéniques requis pour produire des spectacles d’envergure pour des artistes d’importance nationale et internationale ;
- des espaces commerciaux, des concessions pour la restauration, un restaurant-bar sportif, et une boutique souvenir pour les articles promotionnels ;
- un stationnement intérieur devant offrir un minimum de sept cents (700) places.

## Évènements
- Skate Canada 2018
- Six Invitational 2019 et 2020 (Compétition Esport sur le jeu Rainbow Six Siege)[14]